# С особено мнение
„С особено мнение“ е български игрален филм (драма) от 1970 година на режисьорите Лада Бояджиева и Януш Вазов, по сценарий на Александър Карасимеонов. Оператор е Ивайло Тренчев. Музиката във филма е композирана от Кирил Цибулка.

## Актьорски състав
- Петър Чернев – Борис Коларов
- Живко Гарванов – Панов
- Стойчо Мазгалов – Лазар Петров
- Румяна Георгиева – Лиляна
- Светослав Илиев
- Васил Михайлов
- Желчо Мандаджиев – прокурорът
- Стоян Русинов
- Христо Къновски
- Златина Дончева
- Юрий Яковлев
- Рената Киселичка
- Ганчо Ганчев
- Мариана Аламанчева
- Георги Георгиев – Гочето – Гочев
- Николай Дойчев – старият ятак